# Telve di Sopra
Telve di Sopra (deutsch veraltet Obertelf) ist eine norditalienische Gemeinde (comune) des Trentino in der autonomen Region Trentino-Südtirol und hat 620 Einwohner (Stand am 31. Dezember 2023). Die Gemeinde liegt etwa 27 Kilometer östlich von Trient und gehört zur Talgemeinschaft Comunità Valsugana e Tesino.

## Persönlichkeiten
- Gaspare Weiß (1772–1852), italienischstämmiger Kunsthändler und Verleger in Berlin und Dresden